# Căldăraru
Căldăraru é uma comuna romena localizada no distrito de Argeş, na região de Muntênia. A comuna possui uma área de 60.11 km² e sua população era de 2694 habitantes segundo o censo de 2007.